# Kastmynt
Kastmynt är mynt som i historisk tid slängdes ut till allmänheten i samband med kungliga begivenheter. Bruket var ett sätt att visa regentens rikedom och givmildhet. I Sverige präglades de sista kastmynten på 1800-talet. Fram till Gustav III:s kröning år 1772 var valören två mark, därefter 1/3 riksdaler.
Oklart är hur kastmynten användes under den tidiga vasatiden, men på drottning Kristinas tid hade bestämmelser om hanteringen – hur och när mynten skulle utkastas – tagits i bruk. Cirka 2 000 Begravningsmynt kastades ut vid Karl XIV Johans likfärd till massorna längs kortegevägen men seden upphörde efter det.  Istället upprättades så kallade minnespengar, som inte längre dög som betalningsmedel, fram till Oscar II:s begravning år 1907.
Myntens frånsida berättade tidstypiskt om den aktuella händelsen. När Ulrika Eleonora begravdes 1742 upplystes att hennes medborgarskap flyttats till himlen ”INDIGENA POLI”. På myntet från Gustav Adolfs födelse meddelades ”Fortplantad 1778”. När fadern, Gustav III, begravdes stod det mer känslosamt: ”Oförgängelig sedan den 29 mars 1792”. Drottning Sofia Magdalena var på sin begravnings kastmynt ”Älskad och sörjd av svea folk”, och när svägerskan, Hedvig Charlotta begravdes 1818 var "Svears sorg ökad" på myntens frånsida. I samband med kröningar var det regel valspråken som genom kastmynten spriddes bland folken.

## Bilder

Kastpenning från Karl XII:s begravning, 1719.
Kastpenning från Ulrika Eleonora d y begravning, 1742.
Kastpenning från Gustav III:s begravning 1792.
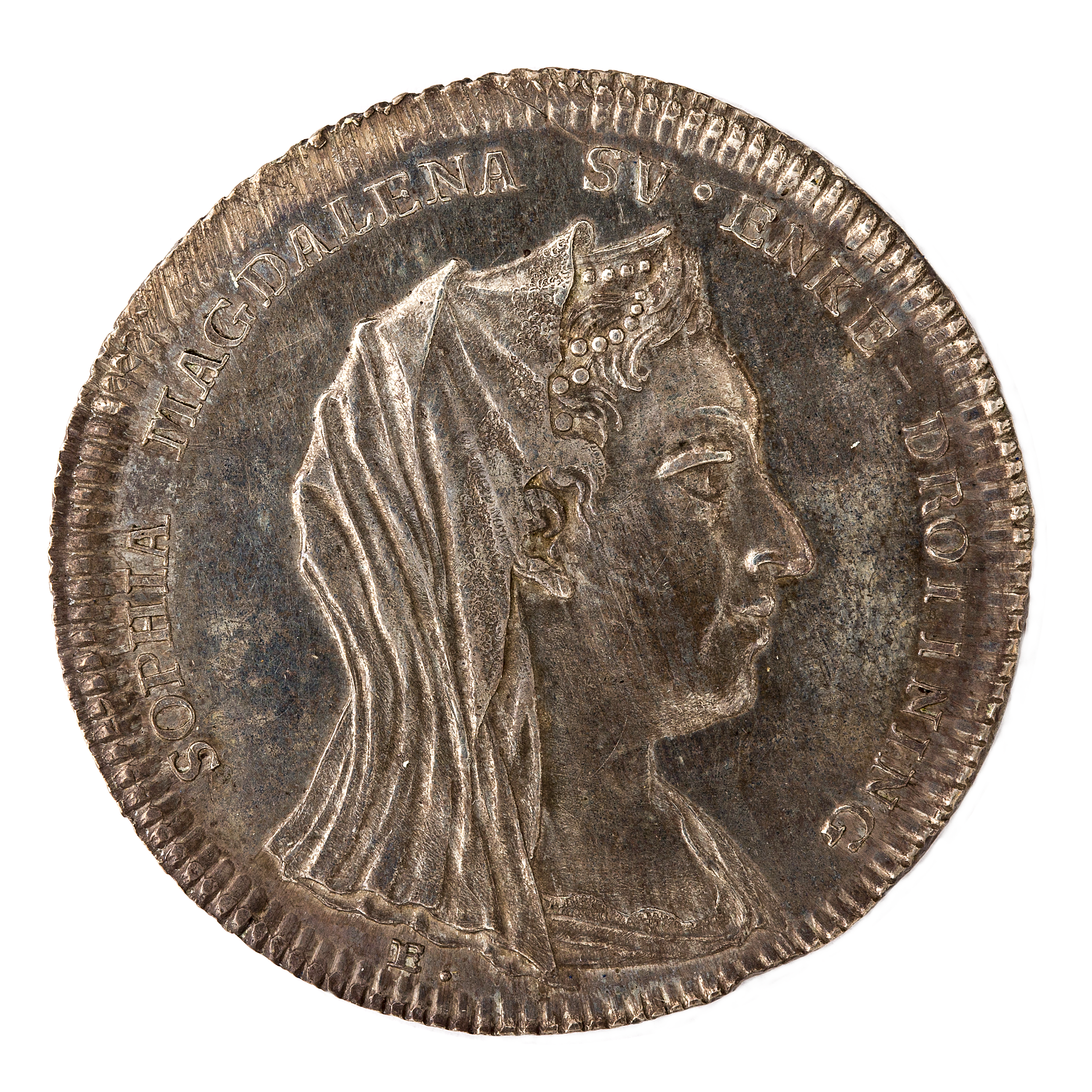
Kastpenning från Sofia Magdalenas begravning 1813.
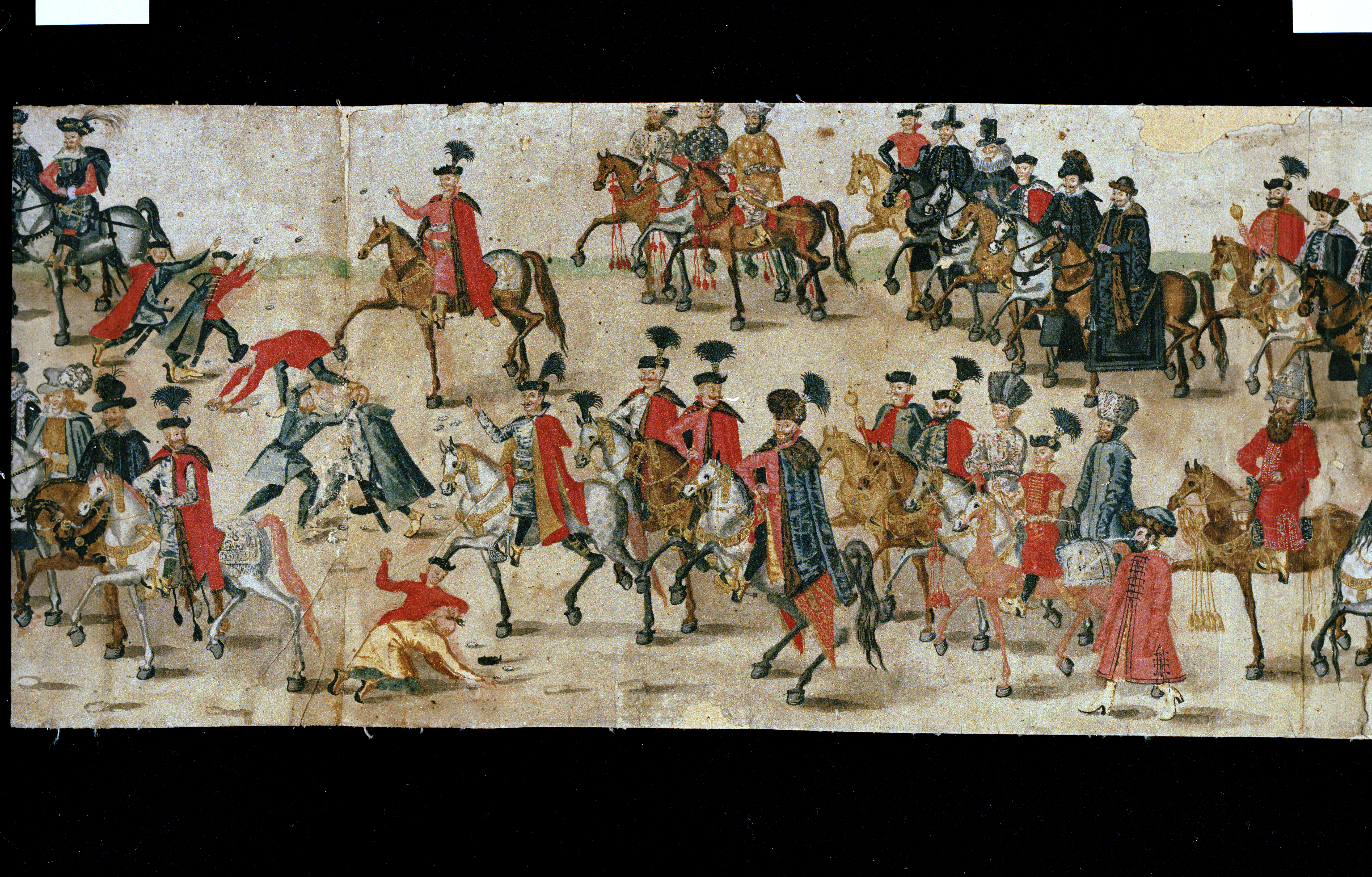
I bilden syns ryttare kasta mynt. Sigismund III:s och drottning Konstantias intåg i Krakow den 4 december 1605.